# Supremo consiglio islamico
Il Supremo consiglio islamico, SCI, (in arabo المجلس  الإسلامي الأعلى‎?, al-Majlis al-Islāmī al-Aʿlā), è stato il più alto organismo incaricato delle questioni della comunità islamica nella Palestina mandataria sotto il controllo controllo britannico. Esso controllava i beni Waqf, i fondi destinati agli orfani ed era responsabile della nomina di docenti e predicatori delle Corti sciaraitiche.
Creato dai britannici nel 1922 per controbilanciare il movimento sionista, esso elesse Amin al-Husayni, il Gran Mufti di Gerusalemme Presidente del Supremo Consiglio Islamico: una posizione che egli conservò fino al 1937.
Lo SCI fu sciolto nel 1948, allorché la Giordania occupò Gerusalemme. Fu ricostituito a Gerusalemme dopo la Guerra dei sei giorni nel 1967.